# Jean-Baptiste Malou-Vandenpeereboom
Jean-Baptiste François-Xavier Malou, meestal Malou-Vandenpeereboom, (Ieper, 3 december 1783 - Brussel, 6 februari 1862) was een Belgisch senator.

## Biografie
Jean-Baptiste Malou was een zoon van handelaar Pierre Malou, genaamd Malou-Riga, en Marie-Louise Riga. Hij was een broer van senator Edouard Malou. Hij trouwde in 1807 in Ieper met Marie-Thérèse Vandenpeereboom (1783-1846). Ze kregen drie zoons en twee dochters, onder wie bisschop van Brugge Jean-Baptiste Malou en premier Jules Malou.
Na het verlies van het familiefortuin als gevolg van de revolutiejaren was het er Malou om te doen door zijn handelsactiviteiten de vroegere welstand te herwinnen. Om die reden verkoos hij de verkiezing af te wijzen wanneer de Ieperlingen hem in 1830 wilden afvaardigen naar het Nationaal Congres.
Toen echter bijna twintig jaar later zijn jongere broer Edouard Malou op 58-jarige leeftijd overleed, aanvaardde hij als zijn opvolger in de Senaat te zetelen. Hij werd in 1849 katholiek senator voor het arrondissement Ieper en vervulde dit mandaat tot in 1859.